# Erste Tagesstunde (Altes Ägypten)
Die erste Tagesstunde (auch erste Stunde des Tages oder Stunde, die zufriedenstellt) bezeichnete im Alten Ägypten als erste Stunde des Tages die Dauer des Sonnenaufgangs. Die erste Tagesstunde begann nach dem Ende der Morgendämmerung, der zwölften Nachtstunde.

## Definition der ersten Tagesstunde
In der altägyptischen Mythologie wird der Beginn der ersten Tagesstunde auch beschrieben als „Moment, wenn der Sonnengott Re den Bereich der Mesqet und die Duat verlässt“. In der ursprünglichen Fassung des Nutbuches heißt es dazu weiter:

„So entsteht [der Befehl], dass er (Re) sich zum Himmel entfernt, in der „Stunde, die zufriedenstellt“. So wird seine Gestalt stark und groß. Bei Nacht gehen die (Dekansterne als) Bas beim Fahren am Himmel hervor. Die Dekansterne folgen Re bei seinem Aufgang in der „Stunde, die zufriedenstellt“. Am Tag sind sie nicht sichtbar für die Menschen.“

Die Tageszeiten wurden im Alten Ägypten durch die Stundengöttinnen repräsentiert. Die „Stunde, die zufriedenstellt“ kommt nicht im „Buch der Nacht“, sondern unter anderem im „Buch vom Tage“ vor. Zwei weitere Male wird sie im „Buch vom Durchwandeln der Ewigkeit“ erwähnt. Im „Buch vom Tage“ ist bezüglich des Sonnenaufgangs in der ersten Stunde des Tages zu lesen:

„Die die Schönheit des Re erscheinen lässt, das ist die Stunde, die zufriedenstellt. Die Majestät dieses Gottes kommt hervor. Re geht auf im Land der Horizontbewohner. Der König von Ober - und Unterägypten, Herr der beiden Länder, leiblicher Sohn des Re, Herr der Erscheinungen; er betet Re an: Geh doch auf, geh doch auf, Re. Entstehe doch Chepri.“

## Papyrus Carlsberg 1
Bei dem erst in der griechisch-römischen Zeit entstandenen Papyrus Carlsberg 1 handelt es sich um eine Abschrift der ursprünglichen Nutbuchfassungen aus dem Neuen Reich. Der Papyrus Carlsberg 1 beinhaltet zahlreiche Ergänzungen und neue theologische Ausdeutungen. Die erste Stunde des Tages wird dort als „neunte Stunde der Nacht“ beschrieben, obwohl in den sonstigen altägyptischen Quellen die neunte Stunde der Nacht den Namen „Die ihren Herrn schützt“ trägt.

„Re befielt sein Entfernen von den Menschen in der Duat,
in der neunten Stunde der Nacht das ist die „Stunde, die zufriedenstellt“. Sein Entstehen wird groß. Größe, welche seine Flamme ist. So entsteht (Re) in den beiden Ländern. Sein Herz entsteht, das heißt Stärke gegen Apophis. Sein Schauen zur Erde beim Aufgehen sind seine Strahlen.“

Den Kommentator des Papyrus Carlsberg 1 hat offensichtlich die Zuweisung der „Stunde, die zufriedenstellt“ verwirrt, da er sie mit „der neunten Stunde der Nacht“ gleichsetzte, obwohl es sich um die erste Tagesstunde handelt. Offenbar verbindet er „die Menschen“ mit dem Werk „Himmel der Urzeit“, in welchem sich die Menschen „im achten Tor“ befinden, das zur „neunten Stunde überleitet“. Die neu zusammengestellte Aussage zeigt seine Schwierigkeiten, den Sinn zu verstehen, warum sich die Sonne in der „neunten Stunde der Nacht“ entfernt, obwohl die Menschen die Sonne dann sowieso nicht sehen können. Folglich führte er ergänzend die „Menschen in der Duat“ ein, die nun in der Lage sind, die zu diesem Zeitpunkt dort befindliche Sonne zu sehen. Die falsche Zuweisung zeigt deutlich den Umstand auf, dass es sich bei der „Stunde, die zufriedenstellt“ um einen Übertrag aus anderen Texten handelte, die dem Kommentator nicht mehr vorlagen.
Die Flamme des Re zielt auf den Sonnenaufgang, da optisch das Land Ägypten wie in Flammen getaucht wirkt. Das Herz des Re erscheint in anderen religiösen Texten meist in Verbindung zu Thot und dem Mond. Im Nutbuch wird dagegen die Nähe zum Thema Osirismythos gesucht und die Schlange Apophis als Sonnenfeind charakterisiert, den Re jeden Morgen aufs Neue besiegen muss. Auffällig ist die alleinige Erwähnung im Papyrus Carlsberg 1, während die ursprüngliche Fassung der „Sethos-Schrift“ Apophis nicht zum Inhalt hat.